# La Vraie Vie des profs
Pour les articles homonymes, voir La Vraie Vie (homonymie).
 (janvier 2023).
Si vous disposez d'ouvrages ou d'articles de référence ou si vous connaissez des sites web de qualité traitant du thème abordé ici, merci de compléter l'article en donnant les références utiles à sa vérifiabilité et en les liant à la section « Notes et références ».
Pour plus de détails, voir Fiche technique et Distribution.
La Vraie Vie des profs est une comédie française réalisée par Emmanuel Klotz et Albert Pereira Lazaro, sortie en 2013.

## Synopsis
Albert et JM sont deux lascars contraints de rejoindre l'équipe du journal du collège Émile Zola. Après avoir sympathisé avec les trois autres élèves (Juju, Mousse et Sissi), ils décident de créer un site : « La vraie vie des profs » ou « VVDP ». Ils vont ainsi plonger dans la vie intime de leurs professeurs...

## Fiche technique
- Titre : La Vraie Vie des profs.
- Réalisation : Emmanuel Klotz et Albert Pereira Lazaro
- Scénario : Emmanuel Klotz et Alexandre Jardin
- Directeur de la photographie : Julien Bureau
- Montage : Stéphane Couturier
- Producteur délégué : Xavier Rigault et Marc-Antoine Robert
- assistant régie : Margaux Robert Lelong
- Production : 2.4.7 Films, en association avec Indéfilms 1
- Distribution : Universal Pictures
- Pays :  France
- Genre : comédie
- Durée : 100 minutes (1 h 40)
- Sortie :
  -  France : 20 février 2013

## Distribution
- Emir Seghir : Albert
- Sami Bouzid : Jean-Mohamed
- Victoire Poupon : Sissi
- Maëva Arnoux : Juju
- Enzo Vallejos-Celotto : Mousse
- Oussama Abbassa : Karim
- Jessica Errero : Natasha
- Lucien Jean-Baptiste : M. Poutrel, le directeur
- Audrey Fleurot : Selma Oufkir, dite Mme Oufkir, la professeur de français
- Laurent Fernandez : le père d'Albert
- Paula Carvalho : la mère d'Albert
- Catherine Hosmalin : Mme De Grémont, la conseillère principale d'éducation
- Vincent Desagnat : M. Amazou, le professeur de sport
- David Faure : M. Ferry, le professeur de musique
- Julien Grossi : M. Poitevin, le professeur d'histoire
- Franck Adrien : M. Fort (l'inspecteur d'académie)

## Autres informations
- Les Lascars gays font également une courte apparition dans le film en tant que videurs d'une boîte de nuit.